# Paul Simon (album)
Az 1972-es Paul Simon Paul Simon második nagylemeze szólózenészként. (Első szólólemezét (The Paul Simon Songbook) Angliában rögzítették, és Amerikában 1981-ig nem jelent meg, akkor is csak egy 5 lemezes válogatás részeként, nem önállóan.) A brit, a Japán, és a Dél-afrikai listát vezette. Szerepel az 1001 lemez, amit hallanod kell, mielőtt meghalsz című könyvben. 2020-ban Minden idők 500 legjobb albuma listán 425. helyen szerepelt.

## Az album dalai
| 1. | Mother and Child Reunion            | Paul Simon | 3:05 |
| 2. | Duncan                              | Simon      | 4:39 |
| 3. | Everything Put Together Falls Apart | Simon      | 1:59 |
| 4. | Run that Body Down                  | Simon      | 3:52 |
| 5. | Armistice Day                       | Simon      | 3:55 |

| 1. | Me and Julio Down by the Schoolyard | Simon                     | 2:42 |
| 2. | Peace Like a River                  | Simon                     | 3:20 |
| 3. | Papa Hobo                           | Simon                     | 2:34 |
| 4. | Hobo's Blues                        | Simon, Stéphane Grappelli | 1:21 |
| 5. | Paranoia Blues                      | Simon                     | 2:54 |
| 6. | Congratulations                     | Simon                     | 3:42 |

## Közreműködők
- Paul Simon – akusztikus gitár, ének, ütőhangszerek, producer, hangszerelés
- Hal Blaine – dob (4, 10, 11)
- Huks Brown – szólógitár a Mother and Child Reunion-on
- Ron Carter – nagybőgő a Run that Body Down-on
- Russel George – basszusgitár a Me and Julio Down by the Schoolyard-on
- Stéphane Grappelli – hegedű a Hobo's Blues-on
- Winston Grennan – dob a Mother and Child Reunion-on
- Stefan Grossman – slide gitár a Paranoia Blues-on
- Jerry Hahn – elektromos gitár (4, 5)
- Neville Hinds – orgona a Mother and Child Reunion-on
- Jackie Jackson – basszusgitár a Mother and Child Reunion-on
- Larry Knechtel – akusztikus és elektromos zongora, harmónium, orgona (1, 3, 8, 11)
- Denzil Laing – ütőhangszerek a Mother and Child Reunion-on
- Fred Lipsius – kürt az Armistice Day-en
- Los Incas – fuvola, charango, ütőhangszerek a Duncanen
- Mike Mainieri – vibrafon a Run that Body Down-on
- Charlie McCoy – basszusharmonika a Papa Hobo-n
- Victor Montanez – dob a Peace Like a River-ön
- Airto Moreira – ütőhangszerek (5, 6)
- Joe Osborn – basszusgitár (7, 11)
- John Schroer – szürt (5, 10)
- David Spinozza – akusztikus gitár (4, 6)
- Steven Turre – kürt a Paranoia Blues-on
- Wallace Wilson – ritmusgitár Mother and Child Reunion-on
- Cissy Houston, Von Eva Sims, Renelle Stafford and Deirdre Tuck – háttérvokál a Mother and Child Reunion-on

## Fordítás
- Ez a szócikk részben vagy egészben a Paul Simon (album) című angol Wikipédia-szócikk ezen változatának fordításán alapul.  Az eredeti cikk szerkesztőit annak laptörténete sorolja fel. Ez a jelzés csupán a megfogalmazás eredetét és a szerzői jogokat jelzi, nem szolgál a cikkben szereplő információk forrásmegjelöléseként.